# 电视猫MoreTV
电视猫MoreTV，是一款可以运行在Android终端，对电视机顶盒或网络电视的主流视频网站内容聚合引用的应用，成立于2012年，由上海千杉网络技术发展有限公司开发运营。

## 法律诉讼
2015年8月24日，“爱奇艺”起诉千杉公司和悦观公司旗下的“电视猫”绕开视频网站广告案一审宣判，法院判定千杉公司和悦观公司的行为属于不正当竞争，赔偿爱奇艺10万元，律师费5万元。